# أطم
الآطام هي نوع من الحصون عرفها العرب في أقاليم الحجاز و نجد كما يتضح ذلك في بعض البلدان في الجزيرة العربية مثل مدينة «الرس» فيوجد فيها حتى الآن بناء من الطين شامخ في السماء يسمونه برج الشنانة وهو مصمم بنفس تصميم الآطام [بحاجة لمصدر] والفرق بين الحصن والأطم أن الحصن مربع وغير مرتفع جدا أما الأطم فهو مدور ومكون من طبقات ومرتفع جدا قد يصل إلى 30 أو 40 مترا وهذا عال جدا بمقاييس ذلك الزمان. جرى الأعتقاد السائد بين العرب أن قوم عاد هم أول من بنى الآطام. كانت الآطام تنتشر في أقاليم الحجاز و نجد في السعودية بكثرة قبل الإسلام و لا زالت آثارها موجودة حتى الآن ولكن المعتقدات الخاطئة عند العامة جعلتهم يقومون بهدم بعض الآطام.
حتى وصول المهاجرين إلى يثرب كان يوجد بالمدينة نحو سبعة آلاف من الآطام (الحصون) [بحاجة لمصدر]، وقد روي عن محمد بن طلحة عن عثمان أن رسول الله نهى الأنصار أن يهدموا آطامهم وقال «إنها زينة المدينة» [بحاجة لمصدر]. وروى عبد الله بن عمر عن الرسول أنه قال «لا تهدموا الآطام فإنها زينة المدينة» رواه البخاري.